# Prince of Persia (2008)
Prince of Persia — відеогра в жанрах action-adventure і платформер розроблена Ubisoft Montreal і видана Ubisoft. Гра вийшла в грудні 2008 на більшості платформ, а також була портована на Mac OS X в березні 2009.
Це абсолютно нова частина серії Prince of Persia з іншою історією, героями, графічним стилем та ігровим процесом.

## Відгуки
| Агрегатор  | Оцінка |
| ---------- | --- |
| Metacritic | Xbox 360: 81 % (based on 70 reviews) PlayStation 3: 84 % (based on 58 reviews) PC: 82 % (based on 24 reviews) |

| Видання        | Оцінка                |
| -------------- | --------------------- |
| 1Up.com        | Xbox 360: B+          |
| Edge           | 5/10                  |
| Eurogamer      | 6/10                  |
| Game Informer  | Xbox 360/PS3: 8.75/10 |
| GameRevolution | Xbox 360: B           |
| GameSpot       | PC: 8.0/10            |
| IGN            | Xbox 360/PS3: 9.3/10  |